# Re-Invention World Tour
El Re-Invention World Tour fue la sexta gira musical de Madonna comenzada en mayo de 2004, interpretando canciones desde comienzos de su carrera hasta su último álbum en aquel entonces; American Life (2003).
Madonna visitó veinte ciudades en siete países, con un total de 56 conciertos. La gira fue considerada la más exitosa y grande de 2004, con una ganancia estimada de 155.5 millones de dólares.
La gira fue documentada en I'm Going to Tell You a Secret, que contiene dos horas del documental, algunos segmentos de la gira, algunos elementos tras bambalinas y la audición de algunos bailarines. Un DVD con un bonus CD de algunas canciones, fue lanzado el 20 de junio de 2006.
El 9 de enero de 2010, la filmación completa del show de Lisboa se filtró en Internet. El material es la filmación que iba a ser utilizada para el DVD oficial de la gira. Cabe mencionar que esta filmación proviene de la copia de seguridad de la filmación realizada en Lisboa y por lo tanto no es la edición final, sino el material en bruto sin trabajos de posproducción; pero más allá de eso, el vídeo contiene excelente calidad de imagen y sonido.

## Información
El espectáculo fue dividido en cinco partes con temas diferentes: Barroco Francés, Militar-Armada, Circo-Cabaret, Acústico y Escocés. El director musical de la cual fue Stuart Price.
"Nothing Really Matters" se propuso para ser la parte de la escena de apertura, después "Nobody Knows Me". La canción fue desechada, aunque los elementos de la coreografía encontraron su lugar en el espectáculo vía "Nobody Knows Me". "Dress You Up", "Love Profusion" y "I'm So Stupid" también iban a formar parte del repertorio. "I'm So Stupid" fue cortada por cuestiones de tiempo. Madonna tenía dificultad aprendiendo los acordes de guitarra para "Dress You Up", por lo tanto fue sustituida por "Material Girl". Una versión acústica de "Love Profusion" se propuso para ser intercambiada por "Nothing Fails" durante un tiempo, pero finalmente se rechazó esa idea.
Al menos una canción de cada álbum de Madonna estaba en el show. La interpretación de la canción a favor de la paz de John Lennon "Imagine" era una sorpresa para muchos admiradores y críticos. Cuestionada por qué decidió interpretar esta canción, la diva simplemente dijo: "Quise hacer una declaración con la última canción de paz." 
Madonna no hizo ninguna presentación en alguna noche de viernes en este tour, tal como la enseñanza de la Cábala lo prohíbe. Ella también prometió respetar la práctica judía de Shabbat de cenar con su familia cada viernes.
Durante el segmento final de la interpretación de "Papa Don't Preach" y al comienzo [cita requerida] de "Crazy For You", Madonna llevó camisetas negras con varios "...Do It Better  [...lo hacen mejor], (evocando su interpretación en el video musical de 1986 de "Papa Don't Preach"). Las líneas mostraban mensajes como:
- Kabbalists Do It Better [Los Cabalistas lo Hacen Mejor]
- Midwesterners Do It Better [Los de Medioriente lo Hacen Mejor]
- Italians Do It Better [Los Italianos lo Hacen Mejor]
- Brits Do It Better [Los Británicos lo Hacen Mejor]
- Irish Do It Better [Los Irlandeses lo Hacen Mejor]

Para algunas de las presentaciones en los Estados Unidos, ella llevó una camiseta en la que se leía "Vota o Muere", refiriéndose a la entonces próxima elección presidencial estadounidense.
La escenografía para el espectáculo tenía una enorme estructura con pantallas grandes que se movían alrededor del escenario, varios elevadores, una enorme plataforma en la forma de V que era bajada a nivel del escenario en dos canciones, una banda transportadora, plataformas que subían y bajaban y una parte giratoria en el escenario.

## Acerca del Show

### Escenario
El escenario tenía una forma cuadrada con dos huecos donde había asistentes del concierto, con una gran pantalla, una banda transportadora, y un gran andamiaje con dos escaleras laterales, las cuales sobresalían sobre el público con una pasarela en forma de compás y tenían la función de elevarse, así como una enorme plataforma circular. Aunque lo que más sobresalían eran las dos mega-pantallas corredizas que cerraban el espectáculo.

### Barroco Francés
1. The Beast Within: Perturbador acto de apertura que consiste en una proyección de imágenes de la exposición artística de Madonna con el fotógrafo Steven Klein llamada X-STaTIC PRO=CeSS, que muestra imágenes apocalípticas y tenebrosas de la cantante. La canción consiste en la voz de Madonna que lee un pasaje del Apocalipsis de la Biblia. En el documental I'm going to tell you a secret, Madonna asegura que no es una interpretación del todo religiosa, más bien, una cuestión de conciencia acerca de lo que acontece actualmente en el mundo.
2. Vogue: Madonna entra en una plataforma que se eleva desde el suelo del set hasta la altura de la pantalla gigante y aparecen bailarines del piso y en columpios. Al comenzar la canción, ella arquea su cuerpo en poses de yoga y se para de cabeza como en las lecciones tántricas. Se presenta el clásico, con un estilo francés, una coreografía de conjunto, y un vídeo que muestra otra parte de X-STaTIC PRO=CeSS. Cabe mencionar que lo interesante de la actuación en esta canción, es el vestuario tanto de ella como de sus bailarines (barroco modernizado.
3. Nobody Knows Me: Una versión electro-pop de la original. Madonna baila sola en una cinta transportadora, y en una plataforma que se eleva, además mientras canta aparece la letra de la canción en pantallas.
4. Frozen: La cantante está de pie cantando frente a la pantalla en la que se muestra un vídeo de dos personas desnudas, el video es muy artístico y no es excéntricamente explícito. El video es originalmente del artista Chris Cunningham y es un homenaje al arte barroco.

### Militar/Armada
1. American Life: Es un desfile de personas de distintas culturas y religiones y se muestran escenas del vídeoclip censurado de la canción. El suelo del escenario rueda y se eleva de manera magistral, dejando ver a Madonna sentada una estructura formada por televisores. El video que se muestra en el tour es un video muy revolucionario, dando crítica a los atentados contra las poblaciones de Oriente.
2. Express Yourself: La versión y la coreografía son muy al estilo marcha militar. Madonna y sus bailarines hacen una coreografía complicada con unas escopetas. Es una coreografía que aporta énfasis al tema militar/armada. Madonna sustituye la frase de inicio "C'mon girls!" por "C´mon boys!"
3. Burning Up: Cambiada a Rock. Habían pasado 19 años sin interpretarse en una gira.
4. Material Girl: Al igual que Burning Up (mismo vestuario y posición) cantada en versión Rock. Madonna desaparece en la tarima giratoria para dar paso al interludio Hollywood. Tenía 14 años de no haber interpretado esta canción en concierto ya que años atrás se había comprometido a no volver a cantarla más, manifestando su disgusto con el apodo "Chica Material" que éste trajo consigo. Durante la canción, Madonna incita al público a cantar a modo sing-along, y al finalizar cambia el verso "And i am a material girl, por "I am a material world".En las pantallas se ven imágenes científicas

### Circo-Cabaret
1. Hollywood (Remix): Interludio llevado a cabo por los bailarines. En él, se muestra una secuencia de espectáculo: La plataforma giratoria da la vuelta completa para dejar ver una pista de rollerskating de color rojo y luces estilo circo, un bailarín vestido de negro a la antigua, sombrero rojo y zapatos deportivos baila excelentemente en la pista mientras una bailarina vestida de burlesque hace malabares con cariocas de fuego. En la pantalla grande, se muestran imágenes del mazo de tarot y sube de una plataforma una bailarina hindú. Luego, un hombre de esmoquin blanco baila tap junto al bailarín de sombrero rojo y zapatos deportivos. Al final del interludio, un patinador, da una demostración de su deporte en la pista de rollerskating.
2. Hanky Panky: Al estilo Cabaret con una esenografía de circo. Madonna canta acompañada de un grupo de bailarinas, con una coreografía y vestuario en mezcla de burlesque-circo muy femenino. La cantante sorprendió con su gran flexibilidad, realizando algunas contorsiones.
3. Deeper and Deeper: Una versión Jazz-Balada de la canción original, que interpreta junto a sus dos coristas.
4. Die Another Day: Baila tango con los bailarines hasta que es atada a una silla eléctrica, al igual que en el video de la canción. Hay una parte en donde Madonna se deja caer a los brazos de varios bailarines mientras estos la cargan en alto y la llevan al centro del escenario para luego ser montada a la silla eléctrica. Las imágenes de la pantalla cambian y muestran un bebe en embarazo y luego una línea de vida, como en los hospitales.
5. Lament (From Evita): La canción con la que culmina el film Evita. Canta atada a una silla eléctrica. Mientras los bailarines la atan, ella forcejea y en algunos shows escupió en la espalda a uno de ellos. En la pantalla grande se pueden observar letras hebreas de luces.
6. Bedtime Story: Interludio en forma de Video, se muestra ella en un escáner gigante y en un espejo, mientras paralelamente corre un caballo blanco en un desierto blanco. las pantallas giran para luego mostrar el video de Nothing Fails. Durante el interludio, unas trapecistas hacen danza artística en columpios que bajan del techo.

### Acústico
1. Nothing Fails: Canta sentada en un banco con guitarra acústica. Es la canción más romántica del show. El video (en escala de grises) muestra una sucesión de parejas enamoradas.
2. Don't Tell Me: Es una versión que comienza siendo música de París hasta que se va transformando en la original, la coreografía es similar a la del video de la canción. Contiene extractos de la canción Bittersweet Symphony de la banda inglesa The Verve.
3. Like a Prayer: Otra versión acústica, de las mejores adaptaciones acústicas que ha hecho Madonna con sus antiguas canciones. El vídeo consiste en letras hebreas en espiral y gente de raza negra cantando la canción.
4. Mother and Father: Versión acústica, donde se muestran imágenes de Jesucristo y María. Después del segundo coro, Madonna remezcla esta canción cantando la primera estrofa de Intervention, la canción retoma el coro de Mother and Father para finalizar.
5. Imagine (de John Lennon): Original reinterpretación, con arreglos electrónicos y un vídeo muy conmovedor, acerca de la guerra y la miseria en el mundo.

### Escocés
1. Susan MacLeod/Into The Groove: Comienza con un ritmo escocés, y un baile con gaitas y redoblantes de Susan MacLeod luego aparece Madonna cantando Into The Groove, sin embargo en el coro cambia la letra por el estribillo del remix Into the Hollywood Groove, Missy Eliott aparece proyectada en la pantalla grande cantando su parte.
2. Papa Don't Preach: Madonna canta esta canción, con una camiseta que dice "Kabalhistic do it better (Kabalisticas/ Lo hacen mejor" como en el vídeo de la canción, nada más que la original es "Italians do it better" Madonna muestra su apego a los estudios realizados en Kabalah muy a menudo en el recital. La canción termina con la estrofa de American Life: Do I Have to Change my name? Will it get me far? should i loose some weight? Am i gonna be a star? Haciendo alegoría a una mujer embarazada.
3. Crazy for You: Canta una versión muy similar a la original, y le agradece a sus fanes de seguirla toda su carrera artística.
4. Music: Una versión más electrónica que la original, pero muy similar. Como interludio breve de la canción, una pista de escaleras unidas en forma de pirámides gira hacia la plataforma. En el hueco de la pirámide, está Stuart Price, haciendo una mezcla dj de la canción, mientras que un bailarín hace un breakdance electrónico.
5. Holiday: Para finalizar el show, Madonna utilizó una versión nunca antes oída, totalmente cambiada, pero conservando el buen gusto característico de las anteriores. Despliegue máximo de los bailarines. El show finaliza cuando las pantallas gigantes corredizas se tragan a Madonna y sus bailarines en el escenario. En las pantallas se lee el mensaje "Re-Invent Yourself" (Re-Invéntate)

## Lista de canciones
Primer acto: Barroco francés
1. Introducción: "The Beast Within" (contiene elementos de "El Yom 'Ulliqa 'Ala Khashaba")
2. "Vogue"
3. "Nobody Knows Me"
4. "Frozen"

Segundo acto: Militar
1. Intervalo (bailarines) / "American Life" (contiene elementos del Headcleanr Rock mix)
2. "Express Yourself"
3. "Burning Up"
4. "Material Girl"

Tercer acto: Circo-cabaret
1. Intervalo (bailarines): "Hollywood" (Jacques Lu Cont's Thin White Duke Mix - Edit)
2. "Hanky Panky"
3. "Deeper and Deeper"
4. "Die Another Day"
5. "Lament"
6. Intervalo (video): "Bedtime Story" (Orbital Mix)

Cuarto acto: Acústico
1. "Nothing Fails"
2. "Don't Tell Me" (contiene elementos de "Bitter Sweet Symphony")
3. "Like a Prayer"
4. "Mother and Father" (contiene elementos de "Intervention")
5. "Imagine"

Quinto acto: Escocés-tribal
1. Intervalo (banda y bailarines): "Susan MacLeod" / "Into the Groove" (contiene elementos de "Susan MacLeod" e "Into the Hollywood Groove")
2. "Papa Don't Preach"
3. "Crazy for You"
4. "Music" (contiene elementos de "Into the Groove")
5. "Holiday" (contiene elementos de "She Wants to Move" y "Physical Attraction")

## Fechas de la gira
Madonna presentó 56 conciertos en 20 ciudades de siete países, comenzó el 24 de mayo de 2004 y terminó el 14 de septiembre de ese mismo año.